# Tear Down the Walls
Tear Down the Walls è il primo album di Fred Neil con Vince Martin, pubblicato dalla Elektra Records nel 1964.
I brani del disco furono registrati al Mastertone Recording Studios di New York City, New York (Stati Uniti).

## Tracce
Lato A
1. I Know You Rider – 3:10 (Tradizionale, arrangiamenti di Fred Neil e Vince Martin)
2. Red Flowers – 2:32 (Fred Neil)
3. Tear Down the Walls – 2:34 (Fred Neil)
4. Weary Blues – 4:12 (Tradizionale, arrangiamenti di Fred Neil e Vince Martin)
5. Toy Balloon – 1:47 (Vince Martin)
6. Baby – 4:30 (Fred Neil)

Durata totale: 18:45
Lato B
1. Morning Dew – 4:09 (Bonnie Dobson)
2. I'm a Drifter – 2:27 (Travis Edmonson)
3. Linin' Track – 2:17 (Tradizionale, arrangiamenti di Fred Neil)
4. Wild Child in a World of Trouble – 2:15 (Fred Neil)
5. Dade County Jail – 1:04 (Fred Neil)
6. I Got 'Em – 1:06 (Fred Neil)
7. Lonesome Valley – 2:58 (Tradizionale, arrangiamenti di Fred Neil)

Durata totale: 16:16

## Musicisti
- Fred Neil - chitarra, chitarra a dodici corde, voce
- Vince Martin - chitarra, chitarra a dodici corde, voce
- John Sebastian - armonica (tranne nel brano: I Got 'Em)
- John Sebastian - guitarrón (solo nel brano: I Got 'Em)
- Felix Pappalardi - guitarrón (tranne nel brano: I Got 'Em)
- Felix Pappalardi - armonica (solo nel brano: I Got 'Em)

Note aggiuntive
- Jac Holzman - produttore, supervisore alla produzione
- Paul A. Rothchild - direttore alla registrazione
- Staff Mastertone Recording Studios - ingegneri del suono, missaggio